# José Luis Cabrera Cava
José Luis Cabrera Cava (Madrid, 10 de maig de 1982) és un exfutbolista madrileny, que ocupava la posició de migcampista.

## Trajectòria
Format al planter del Reial Madrid, juga als conjunts C i B, sense arribar al primer equip. El 2003 marxa al Pontevedra CF, amb qui aconsegueix l'ascens a Segona Divisió el 2004. Eixe any disputa 29 partits amb els gallecs, que no assoleixen la permanència.
El 2006 retorna a la categoria d'argent al fitxar per la UD Almeria. És titular amb els andalusos, que acaben la temporada en llocs d'ascens a primera divisió. A la màxima categoria, la campanya 07/08, el migcampista només apareix en tres ocasions, i acaba la campanya al Deportivo Alavés. Una greu lesió el va mantenir apartat dels terrenys de joc durant força mesos.
El 2009 fitxa pel Córdoba CF. El gener del 2010 pateix una recaiguda de la lesió, i es perd la resta de la temporada.